# 마르탱 솔베이그
마르탱 솔베이그(Martin Solveig, 1976년 9월 22일 ~ )는 프랑스의 디스크자키이자 음악 프로듀서이다.